# Jana Volk
Jana Volk, slovenska jezikoslovka, * 1977

## Življenje in delo
Rodila se je ob koncu 70. let dvajsetega stoletja. Študirala je na Filozofski fakulteti Univerze v Ljubljani in leta 2002 diplomirala z delom Vinogradniška terminologija v Svetem Petru (Ravnu) v Istri. Leta 2005 se je kot mlada raziskovalka  zaposlila na Inštitutu za jezikoslovne študije (UP ZRS). Tu je bila zaposlena do doktorata leta 2012. Doktorska disertacija je imela naslov Intonacija v spontanem neformalnem govoru slovenskih govorcev na dvojezičnem področju. Po doktoratu se je zaposlila kot urednica in lektorica znanstvenih monografij. Vzporedno s tem je bila članica uredniškega odbora znanstvene revije pri Univerzitetni založbi Annales. Leta 2013 se je zaposlila na Fakulteti za humanistične študije Univerze na Primorskem, kjer trenutno dela kot docentka in predava pri različnih jezikoslovnih predmetih (pravopis in pravorečje, oblikoslovje, glasoslovje, slovenski jezik kot drugi/tuji jezik, pomenoslovje in besedotvorje, lektoriranje). Prav tako pa je skupaj z Vladko Tucovič mentorica mnogim primorskim študentom, ki pripravljajo na Radiu Koper prispevke za oddajo Kotiček za jeziček. Trenutno pa je tudi namestnica predstojnika Oddelka za slovenistiko na Univerzi na Primorskem. Še vedno se ukvarja tudi z raziskovanjem, predvsem na področjih glasoslovja, obalnega in spontanega govora, s sredinskimi glasovi, perceptivnimi testi in intonacijo.

## Njena dela
Dela obsegajo učna gradiva, različne članke in prispevke na konferencah. Večinoma se ukvarja s pisanjem znanstvenih del o slovenskem obalnem govoru in njegovih posebnostih.

### Učno gradivo
Jana Volk je napisala dve učni gradivi, ki sta obe izšli pri založbi Fakultete za humanistične študije na Univerzi na Primorskem v Kopru.
- Oblikoslovje (2018), ki zajema oblikoslovje, morfologijo, besedne vrste (samostalnik, glagol prislov, predlog, veznik, členek, medmet).
- Pravopis in pravorečje (2018), ki  zajema pravopis, pravopisna pravila (ločila, velike in male začetnice, pisanje skupaj in narazen) ter pravorečje.

### Znanstveni članki
- Slava: debatni list: občasni organ debatnega krožka slavistov Filozofske fakultete v Ljubljani:

Smrt v prahu (2001).
- Annales:

Italijanske jezikovne prvine v spontanem govoru v slovenski Istri (2007).
- Globinska moč besede:

Intonacija v spontanem govoru v slovenski Istri (2011).
- Slovnica in slovar:

Sredinski glasovi v spontanem govoru govorcev slovenske Istre (2015)
- Jezik in slovstvo:

Percepcija slovenskih sredinskih samoglasnikov pri študentih na Obali (2018),
Polglasnik v slovenskem spontanem govoru prebivalcev Obale (2018).

### Prispevki na konferencah
- Vinogradniška terminologija v Svetem Petru v Istri – prispevek na konferenci (Mednarodni znanstveni sestanek Slovenski dialekti v stiku (3 ; 2007 ; Koper)).
- Vinarstvo v govoru svetega Petra – prispevek na konferenci (Mednarodni znanstveni sestanek Slovenski dialekti v stiku - od Trubarja do danes (4 ; 2009 ; Koper)).
- »Pojoča« intonacija v Slovenski Istri – prispevek na konferenci  (Slovenski slavistični kongres (2012 ; Koper)).

### Dela, kjer je sodelovala z drugimi avtorji
Jana Volk je sodelovala tudi z drugimi avtorji:
- Kot soavtorica:

Turistični korpus (2009),
38. Simpozij Obdobja Slovenski javni govor in jezikovno-kulturna zavest (2019).
- Kot soizdelovalka kazala:

Hic et nunc aude! Ustanovitev Univerze na Primorskem v času in prostoru (2013).
- Kot lektorica

Razvoj osnovne pismenosti enojezičnih in večjezičnih otrok (2013).
- Kot recenzentka:

Besedotvorni atlas slovenskih narečij (2018),
38. Simpozij Obdobja Slovenski javni govor in jezikovno-kulturna zavest (2019).